# Ludwig (drums)

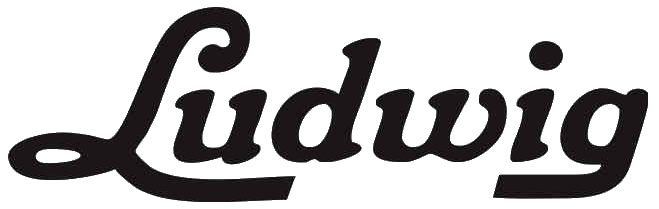
Logo

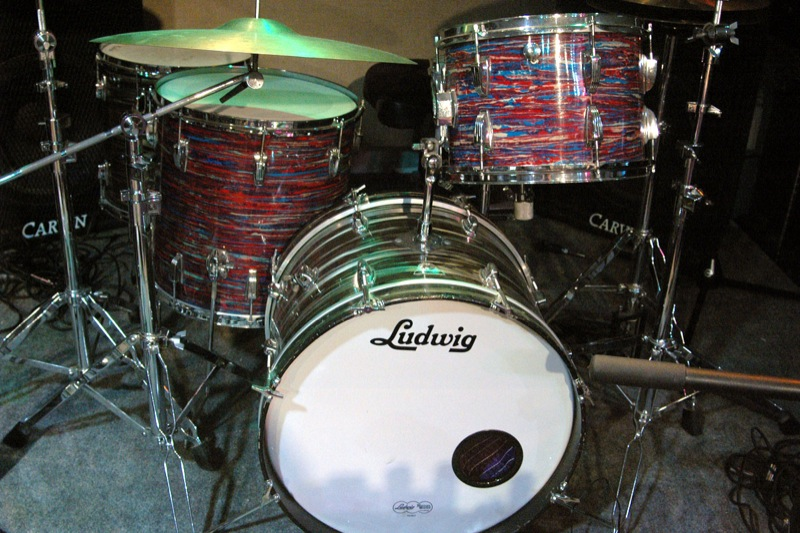
Drumstel van Ludwig

Ludwig, ook Ludwig-Musser, is een Amerikaans bedrijf, gespecialiseerd in het maken van slagwerk. Ludwig staat bekend als een van de oudste drumstelmerken. Ludwig bedacht onder andere het bassdrumpedaal.
Veel bekende drummers zoals Alex van Halen, Hal Blaine, Joe Morello, John Bonham, Ian Paice, Ginger Baker en Ringo Starr speelden of spelen nog steeds op Ludwig-drumstellen.
Ludwig staat over het algemeen bekend als een vrij duur merk, maar het bedrijf produceert ook beginnersdrumstellen zoals de Accent serie.
Ludwig produceert tegenwoordig zogenaamde (populaire) "vintage" drumkits, zoals de Element serie.